# Andrea Sacchi
Andrea Sacchi, född 30 november 1599 i Nettuno, Italien, död 21 juni 1661 i Rom, var en italiensk målare under barockens epok. Carlo Maratta var hans elev.

## Biografi
Sacchi var en av de ledande representanterna för den klassiska traditionen från Poussin och Algardi under högbarocken. Han var elev till Francesco Albani och hade influerats av bröderna Annibale och Agostino Carracci. Bland hans målningar ingår Den gudomliga visheten (Palazzo Barberini, Rom) och Sankt Romualds uppenbarelse (Vatikanmuseerna). 
Andrea Sacchi avled år 1661 och är begravd i basilikan San Giovanni in Laterano.

## Verk i urval
- Porträtt av cisterciensmunken Jean Baptiste de la Barrière (attribuering) – San Bernardo alle Terme[2]
- Den heliga Annas död (1648–1649) – San Carlo ai Catinari[3]
- Den helige Josefs dröm – San Giuseppe a Capo le Case[4]
- Jungfru Maria uppenbarar sig för den helige Isidor (1622–1623) – Sant'Isidoro a Capo le Case[5]
- Porträtt av kardinal Lelio Biscia (cirka 1630) – National Gallery of Canada, Ottawa
- Den helige Antonius av Padua uppväcker en död man (1631–1633) – Santa Maria della Concezione[6][7]
- Jungfru Maria uppenbarar sig för den helige Bonaventura (1635–1636) – Santa Maria della Concezione[6][8]
- Jungfru Marie himmelsfärd (attribuering) – Santa Maria in Monticelli[9]
- Den helige Johannes Chrysostomos offrar en duva åt Madonnan och Barnet – Casa del Vescovo, Santa Maria del Priorato[10]
- Den gudomliga visheten (1629–1631) – Palazzo Barberini[11]
- Fontana dell'Acqua Acetosa (1661–1662)[12]
- Madonnan med de heliga Ignatius, Frans Xavier, Kosmas och Damianus (1629) – Collegio Romano[13]

## Bilder
| - De tre Magdalenorna (1634). Galleria Nazionale d'Arte Antica. - Den gudomliga visheten (detalj). - Fontana dell'Acqua Acetosa. |